# Puchar Anglii w piłce nożnej (1895/1896)
W sezonie 1895/96 odbyła się 25. edycja Pucharu Anglii. Zwycięzcą został The Wednesday, który pokonał w finale na stadionie Crystal Palace w Londynie Wolverhampton Wanderers 2:1. 

## Ćwierćfinały
| 29 lutego 1896 | The Wednesday | 4:0 | Everton |  |
|                |               |     |         |  |

| 29 lutego 1896 | Bolton Wanderers | 2:0 | Bury |  |
|                |                  |     |      |  |

| 29 lutego 1896 | Wolverhampton Wanderers | 3:0 | Stoke |  |
|                |                         |     |       |  |

| 29 lutego 1896 | Derby County | 1:0 | West Bromwich |  |
|                |              |     |               |  |

## Półfinały
Obydwa spotkania rozgrywane były na stadionach neutralnych. Terminy ustalono na sobotę 21 marca 1896 roku.
| 21 marca 1896 | The Wednesday Brash | 1:1 | Bolton Wanderers Tannahill | Goodison Park, Liverpool |
|               |                     |     |                            |                          |

| 21 marca 1896 | Wolverhampton Wanderers Tonks Malpass | 2:1 | Derby County Bloomer | Perry Barr, Birmingham |
|               |                                       |     |                      |                        |

### Powtórka
| 28 marca 1896 | The Wednesday Crawshaw Davis Spiksley | 3:1 | Bolton Wanderers Tannahill | City Ground, Nottingham |
|               |                                       |     |                            |                         |

## Finał
Mecz finałowy odbył się w sobotę 18 kwietnia 1896 roku na stadionie Crystal Palace w Londynie.
| 20 kwietnia 1895 | The Wednesday · Spiksley 1' 18' | 2:1 | Wolverhampton Wanderers · Black 8' | Crystal Palace, Londyn Widzów: 48 836 Sędzia: William Simpson |
|                  |                                 |     |                                    |                                                               |

|  |  |